# Lövő
Ne doit pas être confondu avec Lovo.
Lövő est un village et une commune du comitat de Győr-Moson-Sopron en Hongrie.